# Linstead
Linstead is een town in Jamaica, in Middlesex, parish Saint Catherine.
De plaats ligt in een dal in de Blue Mountains, tussen de plaatsen Bog Walk en Ewarton, waar bauxiet wordt gewonnen. In Linstead takt de B13 af van de A1 naar Oracabessa aan de noordkust. 

## Geboren
- Leslie Laing (1925-2021), atleet
- Donovan Powell (1971), atleet

## Overleden
- Arthur Wint (1920-1992), atleet